# 奈良市立登美ヶ丘小学校
奈良市立登美ヶ丘小学校（ならしりつ とみがおかしょうがっこう）は、奈良県奈良市西登美ヶ丘四丁目にある公立小学校。

## 概要

### 年表
- 1968年（昭和43年）4月1日 - 創立。

## 通学区域
押熊町の一部、松陽台一丁目、松陽台二丁目、登美ヶ丘二丁目、登美ヶ丘三丁目、中登美ヶ丘一丁目の一部(A1号棟からA8号棟まで、C号棟、D1号棟からD15号棟まで、E号棟)、中登美ヶ丘三丁目の一部、中登美ヶ丘四丁目、中登美ヶ丘五丁目、中登美ヶ丘六丁目、西登美ヶ丘一丁目の一部(7番街区の一部、23番街区、24番街区の一部、25番街区から29番街区までを除く)、西登美ヶ丘二丁目、西登美ヶ丘三丁目、西登美ヶ丘四丁目、二名町

## 進学先中学校
- 奈良市立登美ヶ丘中学校：登美ヶ丘小学校通学区域の一部(登美ヶ丘二丁目、登美ヶ丘三丁目)
- 奈良市立二名中学校：登美ヶ丘小学校通学区域の一部(松陽台一丁目、松陽台二丁目、西登美ヶ丘一丁目の一部、西登美ヶ丘二丁目の一部(F号棟を除く)、西登美ヶ丘三丁目、西登美ヶ丘四丁目）
- 奈良市立登美ヶ丘北中学校：登美ヶ丘小学校通学区域の一部(押熊町の一部、中登美ヶ丘一丁目の一部、中登美ヶ丘三丁目の一部、中登美ヶ丘四丁目、中登美ヶ丘五丁目、中登美ヶ丘六丁目、西登美ヶ丘二丁目の一部(F号棟)、二名町)[2]

## 校区内の主な施設
- 奈良県立国際高等学校
- 奈良学園登美ヶ丘中学校・高等学校
- 奈良学園大学 登美ヶ丘キャンパス
- 奈良登美ケ丘西郵便局
- 学研奈良登美ヶ丘郵便局
- 近鉄けいはんな線学研奈良登美ヶ丘駅
- 松伯美術館

## 交通
- 鉄道
  - 近鉄けいはんな線学研北生駒駅から徒歩約26分（2キロメートル）
  - 近鉄けいはんな線学研奈良登美ヶ丘駅から徒歩約25分（2キロメートル）
- 路線バス
  - 近鉄けいはんな線 学研北生駒駅
    - 奈良交通バス「128系統」学園前行きで松陽台二丁目バス停下車、徒歩約8分（650メートル）

  - 近鉄けいはんな線 学研奈良登美ヶ丘駅
    - 奈良交通バス「110系統」学園前行きで中登美ヶ丘団地バス停下車、徒歩約11分（850メートル）

## 通学区域が隣接している学校
- 奈良市立東登美ヶ丘小学校
- 奈良市立鶴舞小学校
- 奈良市立二名小学校
- 生駒市立真弓小学校
- 生駒市立鹿ノ台小学校